# Pedrinho
Pedro Luís Vicençote conosciuto semplicemente come Pedrinho (Santo André, 22 ottobre 1957) è un procuratore sportivo ed ex calciatore brasiliano, di ruolo terzino.

## Carriera

### Club
Dopo aver militato nel Palmeiras e nel Vasco da Gama, nell'estate del 1983 vola in Italia in seguito all'ingaggio nel neopromosso Catania del presidente Angelo Massimino. Qui forma insieme al connazionale Luvanor la prima coppia di stranieri dalla riapertura delle frontiere della squadra etnea, e gioca insieme a Claudio Ranieri e ad Andrea Carnevale. La stagione per i siciliani si conclude però in maniera fallimentare: retrocessione all'ultimo posto con soli 12 punti conquistati (1 vittoria, 10 pareggi e 19 sconfitte), ben 10 in meno del Pisa penultimo. Pedrinho scende però in campo 27 volte mettendo a segno 3 reti.
Il giocatore rimane nella squadra nelle due stagioni successive in Serie B, che i rossoazzurri concludono sempre nella metà inferiore della graduatoria, totalizzando 61 partite e 7 reti. Dopo l'esperienza italiana rientra in Brasile tra le file del Vasco da Gama, concludendo la sua carriera nel Bangu. In carriera ha vinto 2 Campionati Carioca.

### Nazionale
Esordisce nel Brasile nel 1979 prendendo parte alla Copa América. In seguito fa parte della rosa che prende parte al campionato del mondo 1982, durante il quale non scende però mai in campo. Disputa l'ultima gara nel 1983, assommando 13 presenze e 1 gol in maglia verde-oro.

## Statistiche

### Cronologia presenze e reti in nazionale
| Cronologia completa delle presenze e delle reti in nazionale ― Brasile | Cronologia completa delle presenze e delle reti in nazionale ― Brasile | Cronologia completa delle presenze e delle reti in nazionale ― Brasile | Cronologia completa delle presenze e delle reti in nazionale ― Brasile | Cronologia completa delle presenze e delle reti in nazionale ― Brasile | Cronologia completa delle presenze e delle reti in nazionale ― Brasile | Cronologia completa delle presenze e delle reti in nazionale ― Brasile | Cronologia completa delle presenze e delle reti in nazionale ― Brasile |
| Data                                                                   | Città                                                                  | In casa                                                                | Risultato                                                              | Ospiti                                                                 | Competizione                                                           | Reti                                                                   | Note                                                                   |
| ---------------------------------------------------------------------- | ---------------------------------------------------------------------- | ---------------------------------------------------------------------- | ---------------------------------------------------------------------- | ---------------------------------------------------------------------- | ---------------------------------------------------------------------- | ---------------------------------------------------------------------- | ---------------------------------------------------------------------- |
| 26-7-1979                                                              | La Paz                                                                 | Bolivia                                                                | 2 – 1                                                                  | Brasile                                                                | Coppa America 1979 - 1º turno                                          | -                                                                      |                                                                        |
| 2-8-1979                                                               | Rio de Janeiro                                                         | Brasile                                                                | 2 – 1                                                                  | Argentina                                                              | Coppa America 1979 - 1º turno                                          | -                                                                      |                                                                        |
| 24-10-1979                                                             | Asunción                                                               | Paraguay                                                               | 2 – 1                                                                  | Brasile                                                                | Coppa America 1979 - Semifinale                                        | -                                                                      |                                                                        |
| 8-6-1980                                                               | Rio de Janeiro                                                         | Brasile                                                                | 2 – 0                                                                  | Messico                                                                | Amichevole                                                             | -                                                                      |                                                                        |
| 24-6-1980                                                              | Belo Horizonte                                                         | Brasile                                                                | 2 – 1                                                                  | Cile                                                                   | Amichevole                                                             | -                                                                      | Ingresso                                                               |
| 30-10-1980                                                             | Goiânia                                                                | Brasile                                                                | 6 – 0                                                                  | Paraguay                                                               | Amichevole                                                             | -                                                                      | Ingresso · Ammonizione                                                 |
| 14-2-1981                                                              | Quito                                                                  | Ecuador                                                                | 0 – 6                                                                  | Brasile                                                                | Amichevole                                                             | -                                                                      | 75’                                                                    |
| 26-1-1982                                                              | São Bernardo do Campo                                                  | Brasile                                                                | 3 – 1                                                                  | Germania Est                                                           | Amichevole                                                             | -                                                                      | 78’                                                                    |
| 28-4-1983                                                              | Rio de Janeiro                                                         | Brasile                                                                | 3 – 2                                                                  | Cile                                                                   | Amichevole                                                             | -                                                                      | 66’                                                                    |
| 8-6-1983                                                               | Coimbra                                                                | Portogallo                                                             | 0 – 4                                                                  | Brasile                                                                | Amichevole                                                             | 1                                                                      |                                                                        |
| 12-6-1983                                                              | Cardiff                                                                | Galles                                                                 | 1 – 1                                                                  | Brasile                                                                | Amichevole                                                             | -                                                                      |                                                                        |
| 17-6-1983                                                              | Basilea                                                                | Svizzera                                                               | 1 – 2                                                                  | Brasile                                                                | Amichevole                                                             | -                                                                      |                                                                        |
| 22-6-1983                                                              | Göteborg                                                               | Svezia                                                                 | 3 – 3                                                                  | Brasile                                                                | Amichevole                                                             | -                                                                      |                                                                        |
| Totale                                                                 |                                                                        | Presenze                                                               | 13                                                                     |                                                                        | Reti                                                                   | 1                                                                      |                                                                        |